# 硫酸钴铵
硫酸鈷銨或稱硫酸鈷（II）銨，是一種紅色的化學物質，溶於水，但不溶於乙醇。硫酸鈷銨可由硫酸铵和硫酸钴水溶液混合而得，它目前主要是用來鍍鈷。